# Антикріпосницький рух в Україні (1789-1861)

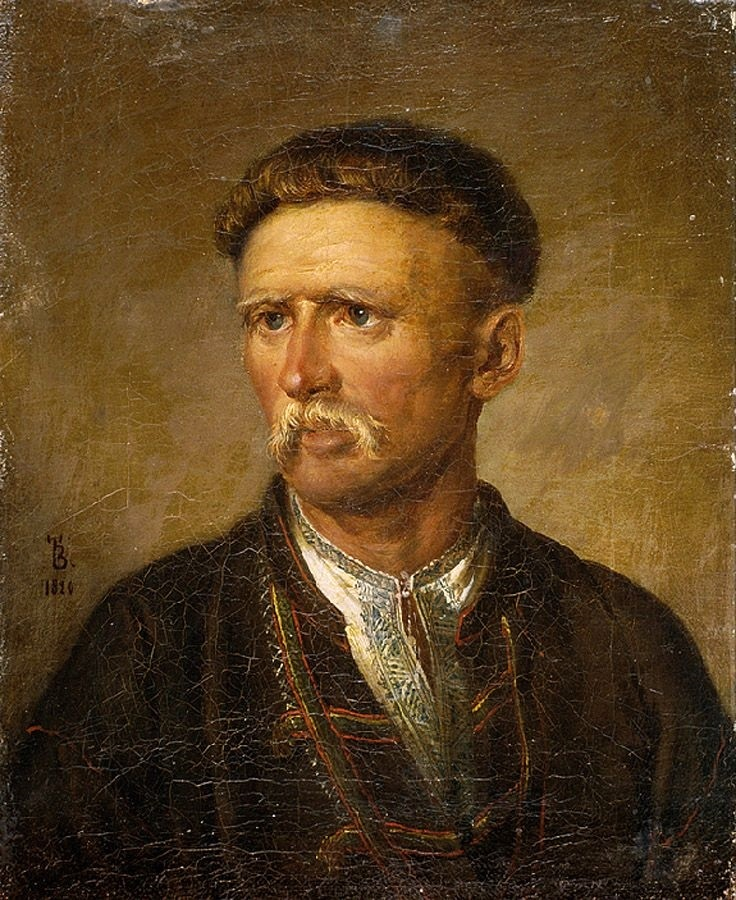
Ймовірний портрет Устима Кармелюка — легендарного українського селянина, ватажка антикріпосницького руху на Поділлі протягом 1813–1835 років. Художник — Василь Тропінін.

Антикріпосницький рух в Україні (1789-1861) — масові заворушення на території України, спричинені остаточним встановленням всеросійських норм закріпачення на підконтрольних Російськії імперії теренах, які було юридично оформлено пунктом 8 указу, Катерини ІІ від 3 травня 1783 року.

## Передумови

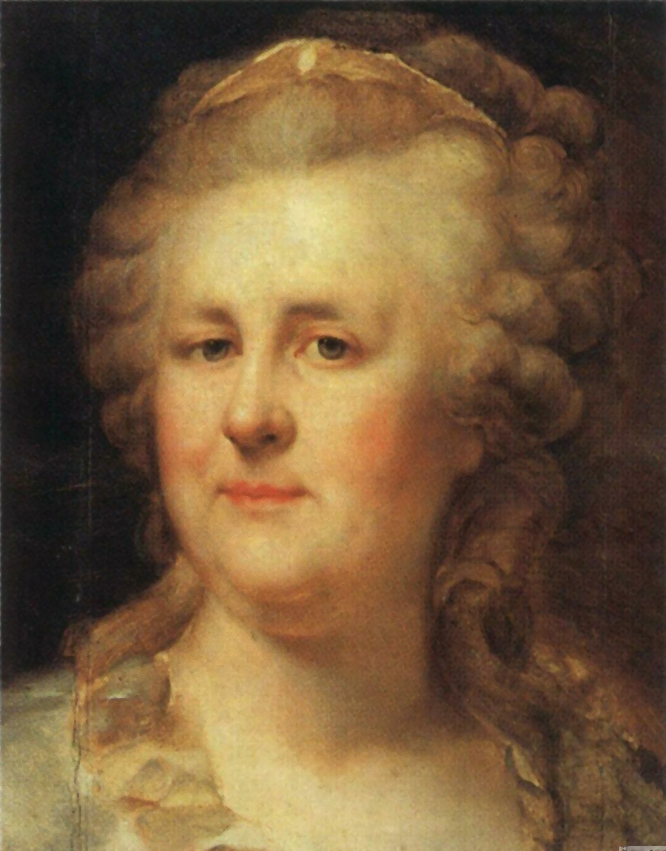
Катерина ІІ — проводила політику масового закріпачення українців. Портрет 1793 або 1794. Художник — Лампі Йоган-Батист.

Політика російської імператриці Катерини ІІ, була спрямована на ліквідацію автономії Лівобережжя України загалом, зокрема, на ліквідацію всіх привілей та залишків Гетьманщини. 3 травня 1783 року Катерина підписала указ закріпачити 300 тисяч вільних селян, які з народження були вільними людьми. Селяни розпочали масові повстання, ліквідували поміщиків, підпалювали їхні маєтки та десятками тисяч мігрували на південь, де Катерина II запровадила тотальне закріпачення лише в останній рік свого життя 1796 року.
Значна частина українців вважала себе вільними козаками і, не бажаючи переходити у кріпосницький стан, чинила масовий спротив до моменту скасування кріпацтва 19 лютого 1861 року.
За словами дослідників ХІХ сторіччя, прагнення українців відродити вільне козацтво було «поголовним»:
| «Український народ своє становище під російською державою вважав неприродним і чекав на його кінець. На місцях він зберігав зброю дідів і прадідів і вірив, і відкрито висловлювався, що настане година, коли вона знадобиться»[3]. |
Спротив мав різноманітний характер: від збройних повстань, ліквідації поміщиків, створення органів самоврядування, до пасивної відмови відбувати поміщицькі повинності. Одним із найбільших антикріпосницьких повстань наприкінці XVIII століття було Турбаївське повстання (1789—1793), яке привело до тимчасового відновлення козацького порядку на теренах декількох поселень навколо села Турбаї. Протягом 1797-1825 рр. за неповними даними в Україні відбулося 104 масових антиурядових виступів закріпачених селян. 1803 року повстання охопили 24 сіл та містечок Черкаського повіту на Київщині. На півдні України 1817 року відбулось Повстання бузьких козаків, задля їх придушення було залучено10 тисяч військових Російської Імперії. Повстання майже не припинялися. 1826 року селяни Уманщини оголосили про своє звільнення з-під кріпацтва, конфіскували поміщицьке майно та арештовували поміщиків. У 1829 році відбулося масове повстання за участі понад 3000 селян із слобід Слобідсько-Української губернії,  яке увійшло в історію як Шебелинське повстання. Протягом 1813-1835 напівлегендарним ватажком антикріпосницького руху був Устим Кармалюк. У Волинській губернії протягом 1848-1849 років повстання відбулися у 90 селах і 5 маєтках. В один 1848 рік, зафіксовано 198 селянських повстань в Подільській і Волинській губерніях. 1855 року відбулися масові повстання, які увійшли в історію під назвою Київська козаччина і охопили понад 500 сіл. З-під російської влади було тимчасово звільнено 8 з 12 повітів Київської губернії. З метою визволення селян від кріпосної залежності та встановлення республіканського правління, 1856 року у Харкові, студентами університету було засновано таємне політичне товариство, яке згодом діяло і в Києві. У квітні того ж року, відбувся т.з. Похід у Таврію за волею. Десятки тисяч селян зібралися біля Перекопського перешийку, вважаючи, що в Криму немає кріпацтва. Для придушення виступу були задіяни російські війська.

## Хронологія

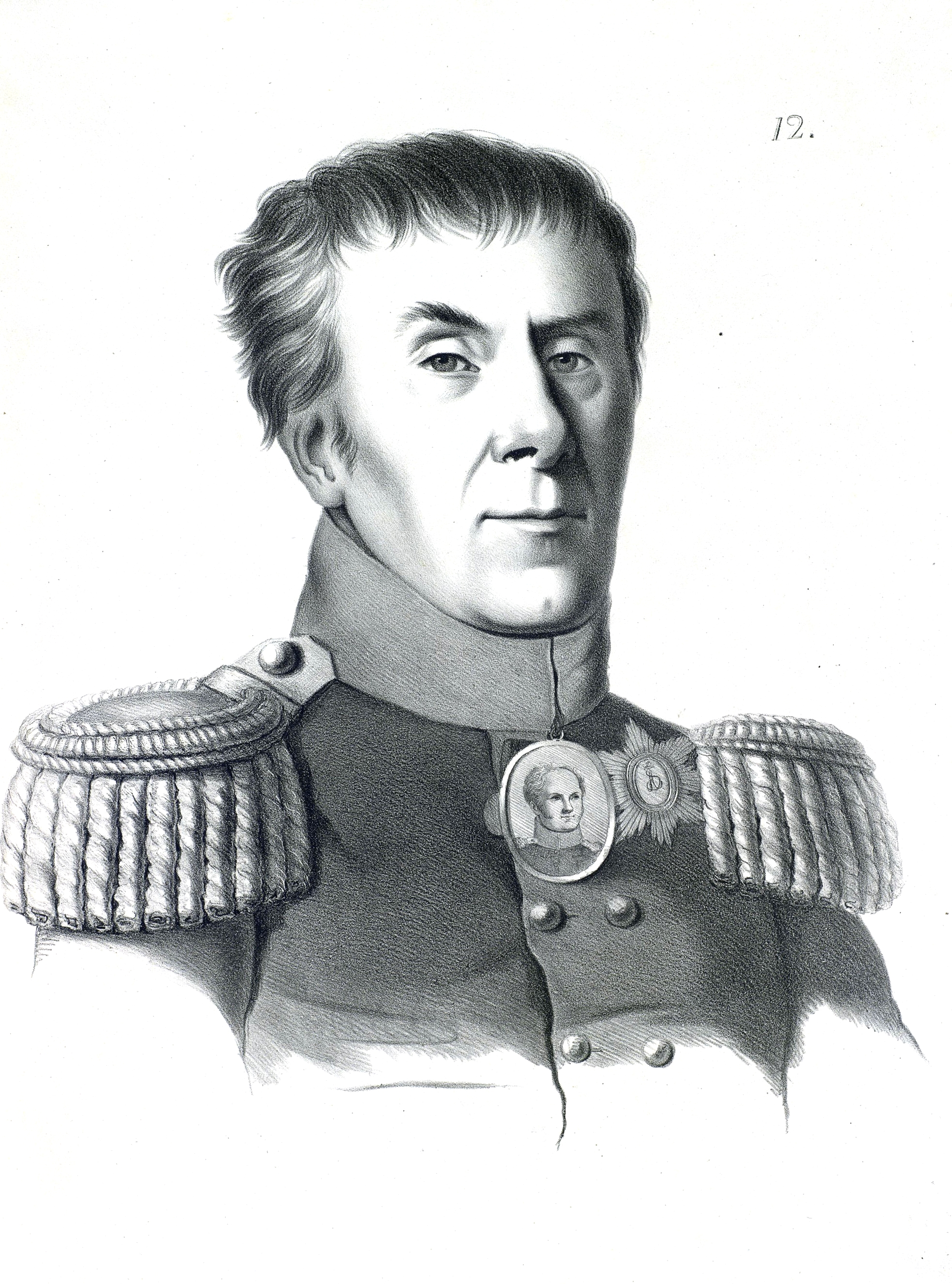
Аракчеєв Олексій Андрійович — військовий міністр Російської Імперії. Силами регулярних військ протягом місяця придушував Чугуївське повстання 1819 року.

- 1789-1793 Турбаївське повстання — мешканці села Турбаї на Полтавщині підняли збройне повстання, ліквідували поміщиків і запровадили незалежний орган самоврядування «Громадську збірню», було обрано уряд за козацькою традицією з отаманом, суддею та писарем. Успішному прикладу наслідували навколишні села: Очеретувате, Кринок, Остап'я. Незалежність протривала чотири роки, після чого повстання було жорстоко придушено, село — спалено.
- 1803 року відбулось масове повстання у Черкаському повіту, тимчасово звільнились від окупаційного ярма 24 сіл і містечок[7].
- 1813 року почалась антикріпносницька діяльність Устима Кармелюка. Він втік з 4-го уланського полку української кінно-козацької дивізії, повернувся в рідні місця і очолив ватагу повстанцій, які фізично знищували поміщиків. Його активна діяльність триватиме до 1835 року, а його антикріпосницький рух постійних масових повстань охопить все Поділля, частину Бессарабії, Волині та Київщини. За проводом Устима Кармелюка було здійснено понад 1000 нападів на поміщицькі маєтки та чисельну ліквідацію поміщиків, де візьмуть участь близько 20 тисяч селян. Згодом, Кармелюк став символом народного супротиву кріпацтву.
- 1819 — Чугуївське повстання, збройне заворушення серед військових поселенців Чугуєва, до повстання приєднались сусідні села і військові поселенці з Балаклії. Для придушення героїчного повстання російській імперії знадобилось застосування регулярне військо під проводом воєнного міністра, генерала Аракчеєва Олексія Андрійовича. У придушенні було залучено 4 піхотні полки, 2 артилерійські роти з гарматами. Фактично війна тривала місяць.
- 1820 збройні повстання на півдні України, охоплюють близько 200 сіл.
- 1826 року відбулось заворушення на селі Охрамієвичі, на Чернігівщині, 400 селян — все чоловіче населення, відмовились працювати на поміщиків.[8]
- З 1834 по 1847 з Київської губернії втекло більш 15 тисяч селян.
- 1840-1848 рр. більше 130 поміщицьких економій охопили селянські виступи, що було в два з половиною рази частішим, ніж у 30-х рр. ХІХ століття.
- У листопаді 1849 за наказом Російського імператора Миколи І заарештовано Семена Микитовича Олійничука (1798-1852), видного представника селянської інтелігенції, який роками збирав інформацію для антикріпосницької книги «Історична розповідь природних жителів Малоросії Задніпровської, тобто Київської, Кам’янець-Подільської й Житомир-Волинської губерній про своє життя-буття» (250 сторінок), у книзі описувалось тяжке становище селянина та свавілля поміщиків.[9]
- 1850 року кількість втікачів з Київської губернії становило 33,570 людей. Масовими стали вбивства поміщиків, посесорів, економів, підпалення поміщицьких маєтків.[9]
- 1855 відбувся масовий селянський виступ у Київській та Чернігівській губерніях, який увійшов в історію під назвою Київська козаччина. Виступ був спрямований проти національної і соціальної політики російського уряду в Україні. Було тимчасово звільнено більшу частину Київської губернії з-під російською влади. Повстало понад 500 сіл. Ватажками Київської козаччини були В. Бзенко, І. та М. Бернадські, М. Гайденко, П. Швайка та ін. Повстанці вимагали відновлення козацтва як суспільного стану. Українські священики та інші писемні люди складали чисельні списки "вільних козаків", створювались міські органи самоврядування, цілі повіти де-факто виходили з під контролю російською влади. Придушували повстання регулярні війська Російської Імперії. Найзапекліші бої відбулись у Биковій Греблі (Васильківський повіт; нині село Білоцерківського району), Березні (Сквирський повіт; нині село Володарського району; обидва Київської області), Корсуні (нині м. Корсунь-Шевченківський) і Таганчі (Канівський повіт; нині село Канівського району Черкаської області)[10]